# 冕狀物

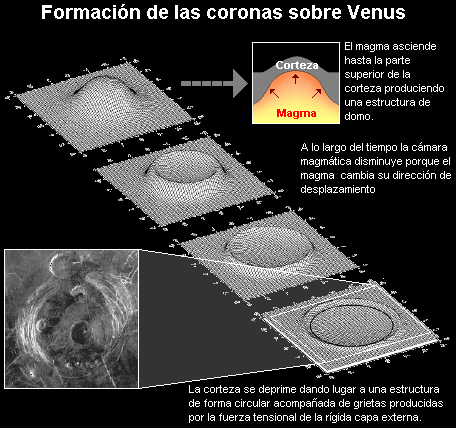
金星冕狀物的形成過程

在行星地质学中，冕狀物（Corona，複數形 coronae）是行星表面的一種卵形結構。這種結構出現在金星和天王星的衛星天衛五。此種地形可能是由地表下熱物質上湧形成。

## 金星上的冕狀物

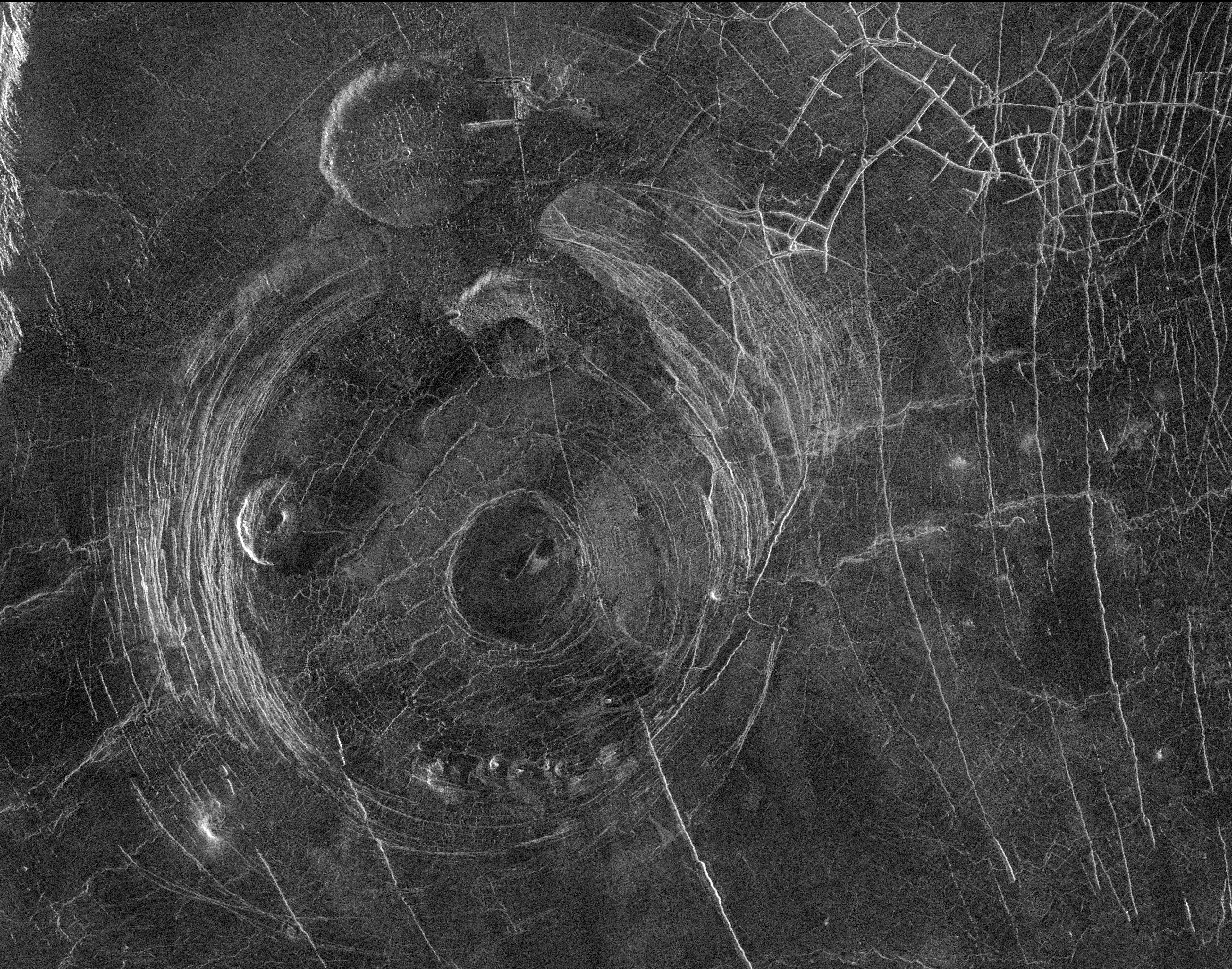
福德拉冕状物

金星上的冕狀物是類似皇冠的大型（直徑通常是數百公里）火山活動地質特徵。 
冕狀物首先是在1983年由金星15號和金星16號的合成孔徑雷達影像中確認，而這些區域有部分過去被認為是撞擊坑。
一般认为冕狀物是因為金星地幔中的羽狀熱物质向上推動金星外殼，形成圓頂狀結構，之後中心崩潰，且岩漿冷卻並從側面流出，留下皇冠狀結構：冕狀物。
金星上最大的冕狀物是阿尔忒弥斯冕状物，直徑2100公里。

## 天衛五上的冕狀物

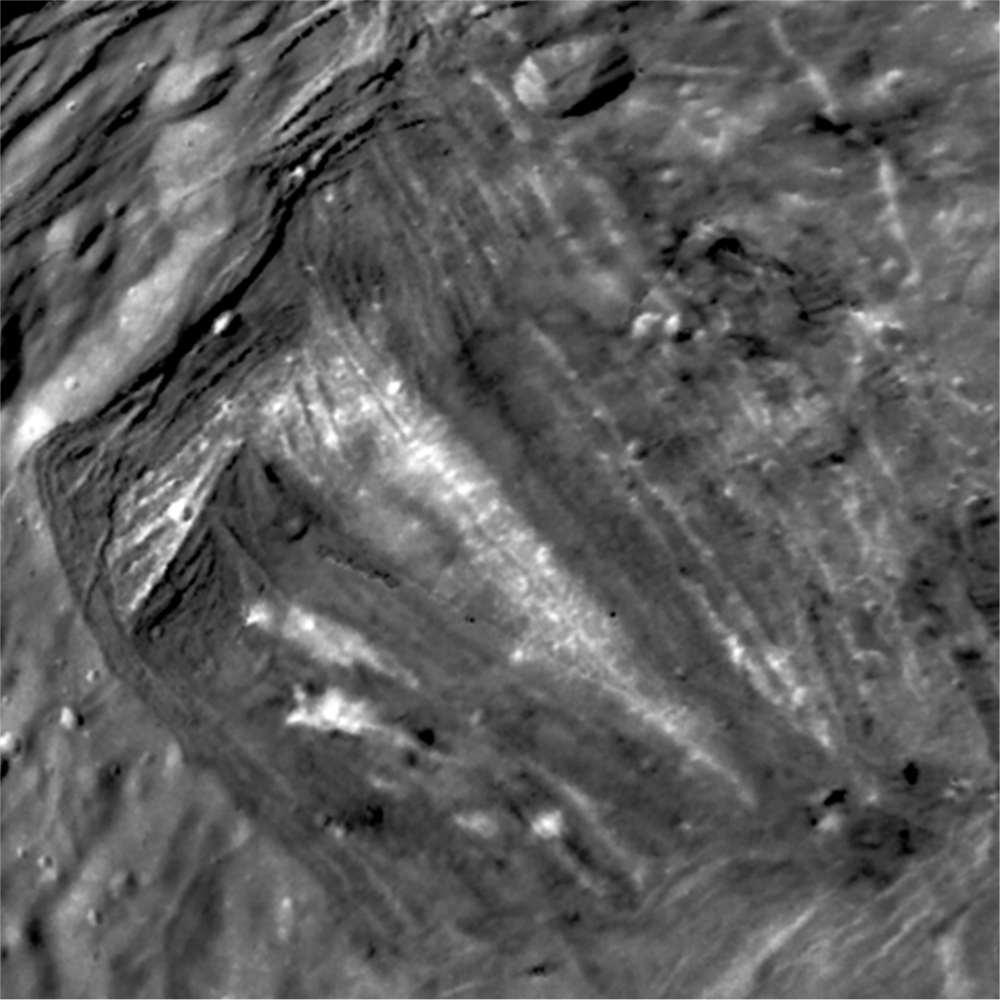
天卫五印威内斯冕状物，直径235公里)

天王星衛星天衛五上的這種卵形結構相對於其體積是相當大的。可能是由貫入作用形成：高溫冰的上升。